# Kápolnásnyék
Kápolnásnyék es un pueblo húngaro perteneciente al distrito de Gárdony, condado de Fejér.

## Superficie
Cuenta con una superficie de 41,50 km².

## Demografía
Hasta 2024 la población era de 4099 habitantes, con una densidad de población de 98,77 hab/km².
| Gráfica de evolución demográfica de Kápolnásnyék entre 2020 y 2024 |
|                                                                    |
| Datos según la Oficina Central de Estadística de Hungría.          |